# Franz Fröhlich (Schauspieler)
Franz Fröhlich (* 10. Oktober 1901 in München; † 26. Juli 1964 ebenda) war ein deutscher Volksschauspieler.

## Leben
Fröhlich, ein Münchner Bühnendarsteller, feierte sein Film-Debüt 1936 in Die Jugendsünde (mit Max Schultes und Georg Bauer). Es folgten zahlreiche Auftritte in Heimatfilmen und Komödien. Im Jahr 1942 spielte er an der Seite von Josef Eichheim und Winnie Markus in Der verkaufte Großvater, 1955 neben Wastl Witt in dem Klassiker Erster Klasse von Ludwig Thoma als Ökonom Silvester Gsottmaier, 1956 neben Joe Stöckel und Gunther Philipp in IA in Oberbayern. In seinen letzten Jahren wirkte der Schauspieler an mehreren Stücken des Komödienstadels mit, darunter Die drei Eisbären (1961) und Der Geisterbräu (1963). Laut einem Münchener Programmheft von 1957 war Franz Fröhlich auch an der Kleinen Komödie als Schauspieler tätig. Daneben war er u. a. auch Schauspiellehrer von Maxl Graf. Bis zu seinem Tod im Alter von 62 Jahren war er der erste Sprecher des Meister Eder in der Hörspiel-Version von Meister Eder und sein Pumuckl.
In Filmen und Hörspielen taucht er häufig nur in Nebenrollen auf, so zum Beispiel 1960 in Der Gauner und der liebe Gott (mit Gert Fröbe) oder in den legendären „Brummlg’schichten“, wo er in einigen Folgen als Hausmeister zu hören ist. Zu den Rollen seiner letzten Jahre gehörten auch drei Auftritte in Folgen der Münchener Krimifernsehserie Funkstreife Isar 12 sowie die Rolle des Petrus in Molnars Liliom am Residenztheater in München.
Franz Fröhlich erlag am 26. Juli 1964 in München einem Krebsleiden und wurde auf dem Münchner Westfriedhof beerdigt.

## Filmografie (Auswahl)
- 1936: Die Jugendsünde
- 1940: Links der Isar – rechts der Spree
- 1944: Der kleine Muck
- 1949: Die seltsame Geschichte des Brandner Kaspar
- 1949: Hans im Glück
- 1950: Wer bist du, den ich liebe?
- 1950: Aufruhr im Paradies
- 1950: Der Geigenmacher von Mittenwald
- 1951: In München steht ein Hofbräuhaus
- 1952: Heimatglocken
- 1953: Die goldene Gans
- 1954: Rosen-Resli
- 1954: Gefangene der Liebe
- 1955: Der Schmied von St. Bartholomä
- 1955: Der Fischer vom Heiligensee
- 1955: Das Forsthaus in Tirol
- 1955: Erster Klasse
- 1955: Ihr erstes Rendezvous
- 1956: Heiße Ernte
- 1956: Wo die alten Wälder rauschen
- 1956: Wo der Wildbach rauscht
- 1956: Das Hirtenlied vom Kaisertal
- 1956: IA in Oberbayern
- 1956: Kirschen in Nachbars Garten
- 1956: Der Meineidbauer
- 1957: Zwei Bayern im Urwald
- 1957: Der Adler vom Velsatal
- 1957: Der kühne Schwimmer
- 1958: Der Pauker
- 1958: Die Landärztin
- 1958: Der schwarze Blitz
- 1959: Hubertusjagd
- 1959: Der Komödienstadel: Auf der Alm
- 1960: Oh, diese Bayern!
- 1960: Der Held meiner Träume
- 1960: Der Gauner und der liebe Gott
- 1961: Der Komödienstadel: Die drei Eisbären
- 1961: Der Komödienstadel: Der Geisterbräu
- 1962: Auf Wiedersehn am blauen Meer
- 1962: Der Komödienstadel: Graf Schorschi
- 1963: Liebe will gelernt sein
- 1963: Der Komödienstadel: Der Schusternazl
- 1964: Kommissar Freytag: Vergangenheit gegen bar
- 1965: Die Raubritter von München – Eine altbayerische Begebenheit (Fernsehkurzfilm)
- 1965: Die Dachserin (Fernsehkurzfilm)